# Alejandro Speitzer
Alejandro Sánchez Speitzer (Culiacán, Sinaloa; 21 de gener de 1995) és un actor mexicà. Va començar la seva carrera des de molt petit. És conegut pel seu treball en la telenovel·la mexicana Aventuras en el tiempo, al costat de Belinda i Christopher Uckermann. És germà del també actor Carlos Speitzer.
Des de petit es muda a la Ciutat de Mèxic on comença la seva carrera actoral treballant en telenovel·les i sèries mexicanes.

## Trajectòria

### Televisió
- Plaza Sésamo (1999-2003)
- Rayito de luz (2000-2001) - Rayito[2]
- Aventuras en el tiempo (2001) - Ernesto "Neto" del Huerto
- Mujer, casos de la vida real (2001-2005)
- Cómplices al rescate (2002) - Felipe Olmos "Pipe"
- La familia P. Luche (2003) - Tulio
- Amy la niña de la mochila azul (2004) - Tolín
- Misión S.O.S (2004-2005)- Quechane Chale
- Bajo las riendas del amor (2007) - Antonio "Toñito" Linares Jr.
- La rosa de Guadalupe (2008-2012)
- Atrévete a soñar (2009-2010) - Raymundo Rincón Peña[3]
- Esperanza del corazón (2011-2012) - Diego Duprís Landa[4]
- Como dice el dicho (2011-2014)
- Mentir para vivir (2013) - Sebastián Sánchez Bretón
- El Dandy (2015) - Serch
- Bajo el mismo cielo (2015-2016) - Luis Martínez Amado[5]
- El Chema (2016) - Ricardo Almenar Paiva (Joven)
- Señora Acero: La Coyote (2016) - Juan Pablo Franco
- Guerra de ídolos (2017) - Nicolás "Nico" Zavala Paz
- Milagros de Navidad (2017) - Randolfo Méndez "Randy"
- Enemigo íntimo (2018-2020) - Luis "el Berebere" Rendón[6]
- El club (2019) - Pablo Caballero[7]
- La reina del sur (2019) - Ray Dávila
- Oscuro deseo (2020-2022) - Darío Guerra[8][9]
- Alguien tiene que morir (2020) - Gabino Falcón[10]

### Teatre
- Aladino y la lámpara maravillosa (2012) - Aladino[11]
- La Bella Durmiente, El Musical. (2012) Príncipe Felipe[12]
- Vaselina (2013) - Danny Zuko/Kiko[13]
- Straight (2018)

## Premis i nominacions

### Premis TVyNovelas
| Any  | Categoria            | Treball               | Resultat  |
| ---- | -------------------- | --------------------- | --------- |
| 2012 | Millor actor juvenil | Esperanza del corazón | Nominat   |
| 2014 | Millor actor juvenil | Mentir para vivir     | Guanyador |

### Premis Platino
| Any  | Categoria                                               | Treball                 | Resultat |
| ---- | ------------------------------------------------------- | ----------------------- | -------- |
| 2021 | Millor interpretació masculina en minisèrie o telesèrie | Alguien tiene que morir | Nominat  |